# Diaken
Het woord diaken komt van het Griekse woord διάκονος diákonos, "dienaar". De term komt al voor in de Bijbel: de vroegste christelijke gemeenten hadden diakens (diakenen).

## Oorsprong
In Handelingen 6:1-6 worden mannen aangesteld met een diaconale functie. Omdat de hulp aan arme weduwen in de christengemeente in Jeruzalem niet goed verliep, en de apostelen daar zelf niet voldoende tijd voor hadden, besloot de christelijke gemeente, onder gebed tot God, zeven mannen te kiezen die de zorg voor de armen moesten vormgeven. Zij verzamelden middelen voor de armen en deelden die uit aan hen die dat nodig hadden. Dit is de eerste Schriftuurlijke vermelding van diaconaat. Of hier ook het diakenambt is ingesteld is meer en meer omstreden. In de brief aan de Filippenzen en in de eerste brief aan Timotheus worden zowel de oudsten als de diakenen genoemd. Deze twee ambten laten zich blijkbaar niet zonder elkaar denken.
Het ambt van diaken was een van de gewijde ambten in de vroeg-christelijke Kerk. Het ambt van diaken is onder meer bedoeld om invulling te geven aan de christelijke barmhartigheid. Vroege bronnen als de Bijbel en de Didache wijzen erop dat het diaconaat niet uitsluitend gericht was op de armenzorg en niet in het laatst een functie was die ook de Eucharistie en zielzorg betrof. Bovenal waren zij ook verkondigers van het Woord van het Evangelie. 
In de ontwikkeling van de kerk vanaf de eerste eeuwen groeit al snel de praktijk dat de diakenen de helpers van de bisschoppen worden. Als helpers van de bisschoppen ontvingen de mannen die uitgekozen waren om diaken te worden de handoplegging. Deze ritus werd in de vroeg-christelijke Kerk gezien als een sacramentele handeling waaraan genade verbonden was.
Ook vrouwen konden in de vroege kerk diaken zijn, hoewel door de rooms-katholieke en oosters-orthodoxe kerken betwist wordt dat dit hetzelfde diakenschap betrof als voor mannen. Johannes Calvijn sprak over twee soorten diakenen in het Nieuwe Testament. De eerste soort was bezig met het regelen en besturen van diaconaal werk. Deze diakenen konden alleen mannen zijn. De tweede soort diakenen waren bezig met het uitvoerende werk, dit waren bij voorkeur vrouwen die als diacones waren aangesteld. Volgens Klaas de Gier ging het Convent van Wezel van 1568 verder in dat spoor. Tijdens het Convent van Wezel werd besloten dat vrouwen tot het diakenambt konden worden aangenomen. De Synode van Middelburg van 1581 zorgde er echter voor dat het vrouwelijke diaconaat van de baan verdween.
De diakenen hebben inkomsten nodig om uit te kunnen delen aan de behoeftigen. Volgens Klaas de Gier is tijdens de Reformatie de collecte ingevoerd. Zij werd gehouden tijdens de kerkdienst. Al bepaalden latere synoden (de synodes van Dordrecht in 1574 en 1578) dat het collecteren beter bij de kerkdeur plaats kon vinden, dus na afloop van de kerkdienst. Gisbertus Voetius vond echter dat de collecte wél tijdens de dienst plaats moest vinden, zodat niemand zich aan de collecte kon onttrekken én om liturgische redenen.

## Katholieke Kerk en oosters-orthodoxie

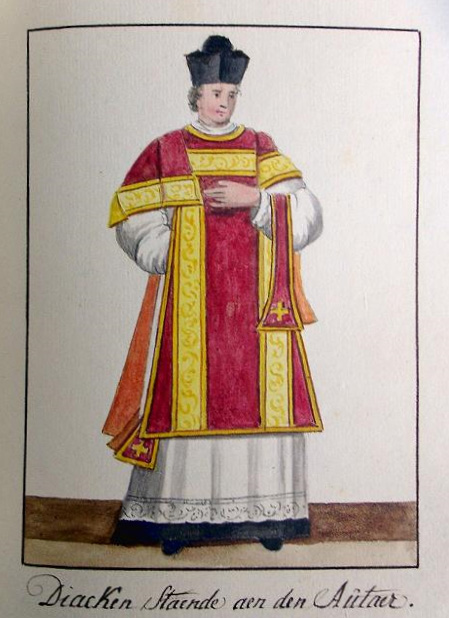
Een diaken getooid met paramenten volgens de Latijnse rite. De band over de linkerarm (manipel) wordt in de nieuwe misorde niet verplicht meer gedragen.

Van oudsher was de wijding tot diaken de eerste van de drie hogere wijdingen in de Rooms-Katholieke Kerk. De dalmatiek is het liturgisch gewaad dat specifiek voorzien is voor de diaken. Onder de dalmatiek draagt de diaken de stola schuin over zijn schouder.

### Permanent diaken
Het Tweede Vaticaans Concilie (1962-1965) heeft opnieuw voorzien in een permanent ambt van diaken, voor jonge celibatairen en gehuwde mannen van rijpere leeftijd. Paragraaf 29 van de Dogmatische Constitutie over de Kerk, Lumen Gentium, handelt over deze hernieuwde vorm van diakenschap. De niet-getrouwde kandidaat voor het permanente diakonaat neemt ook het celibaat op zich bij de diakenwijding.
De diaken is krachtens zijn wijding onder meer bevoegd om in de mis het evangelie te lezen en te preken, in de catechese het geloof uit te leggen, het sacrament van de doop toe te dienen en als kerkelijke getuige op te treden bij een kerkelijk huwelijk. Ook kan een priester op de gewijde diaken een beroep doen om de H. Communie uit te delen.
In de oosters-orthodoxe kerk en oosters-katholieke kerken is het permanent diakenschap nooit verdwenen. Veel diakens kiezen ervoor om hun hele leven lang diaken te blijven. De liturgische en pastorale functies komen overeen met die in de Latijnse Kerk. Een diaken die ook monnik is wordt een hiërodiaken genoemd. De hoogste hiërodiaken (normaliter 1 per bisdom) heet aartsdiaken. De hoogste gehuwde diaken, ook 1 per bisdom, heet protodiaken.
De gewaden van de oosterse Kerken zijn de stichaar (dalmatiek), het orarion (diakenstola) en de epimanikia (manchetten). De epimanikia worden onder het stichaar gedragen, niet erboven zoals de priesters en bisschoppen doen. De aartsdiaken en protodiaken dragen een dubbel orarion, in de Griekse en Servische Kerk dragen ze het dubbel orarion vanaf hun diakenwijding. In de Russisch-Orthodoxe Kerk verkrijgen ook niet proto- en aartsdiakens als onderscheiding het dubbele orarion.

### Transeunt diaken
De diakenwijding als stap in de aanloop naar het priesterschap is altijd blijven bestaan, ook in het Westen. Iemand die diaken is in afwachting van zijn priesterwijding wordt sinds het Tweede Vaticaans Concilie veelal transeunt diaken (overgangsdiaken) genoemd. Het celibaat neemt de priesterkandidaat op zich bij de diakenwijding. Aan de diakenwijding ging voor diocesane diakens tot 1967 de wijding tot subdiaken vooraf, deze wijding is blijven bestaan in de traditionele broederschappen.

### Kardinaal-diaken
Ook binnen het College van Kardinalen van de Katholieke Kerk is sprake van diakenen. De kardinaal-diaken is de laagste rang binnen dit college, onder de kardinaal-priester en de kardinaal-bisschop. Het kardinaalschap is geen wijding, maar een door de paus toegekende waardigheid. Kardinaal-diakens zijn ofwel functionarissen van de Romeinse Curie, ofwel priesters die op zeer hoge leeftijd bij wijze van onderscheiding kardinaal worden gecreëerd. De kardinaal-diaken met de langste staat van dienst wordt kardinaal-protodiaken genoemd.

## Protestantisme
In de Nederlandse protestantse kerken is diaken een ambt.
In de Dordtse Kerkorde van 1619 (waar veel hedendaagse kerkordes op zijn gebaseerd) werden de taken van de diakenen uitgesplitst op vier onderdelen:
1. Het verzamelen van de gaven (vrijwillige bedragen)
2. Het uitdelen van deze gaven (vrijwillige bedragen)
3. Het bezoeken en troosten van mensen
4. Het afleggen van rekenschap en verantwoording aan de kerkenraad en eventueel aan de gemeente.[6]

De tegenwoordige taken van een diaken zijn onder meer:
- het aan de orde stellen van maatschappelijke problemen in de liturgie (onder andere met de voorbeden, met de collecte, het Heilig Avondmaal)
- het stimuleren van gemeenteleden tot diaconaal werk
- de traditionele 'armenzorg'
- hulp en ondersteuning bij materiële noden van individuen, en organisaties die dat ook beogen
- het namens de kerk aan de orde stellen van sociale problemen bij de overheid en in de maatschappij

Volgens artikel 30 van de Nederlandse Geloofsbelijdenis behoren diakenen samen met de predikant(en) en ouderlingen tot de kerkenraad. De artikelen van het Convent van Wezel (1586) zeggen dat de ouderlingen samen met de predikanten (maar niet met de diakenen) de kerkenraad vormen. De eerste protestantse synode van de Nederlandse kerken te Emden (1571) stelde de Nederlandse kerkorde op. Deze kerkorde omschreef dat de kerkenraad bestaat uit predikanten, ouderlingen én diakenen. In de Dordtse Kerkorde van 1618-1619 werd echter bepaald dat de diakenen niet tot de kerkenraad behoren. Hierdoor zijn er in de praktijk verschillende situaties ontstaan. In de PKN vormen de diakenen samen met de ouderlingen, predikanten en kerkrentmeesters het bestuur (de kerkenraad) van een plaatselijke kerkelijke gemeente. In diverse andere protestantse kerkgenootschappen, waaronder de Gereformeerde Kerken vrijgemaakt, is dit niet het geval, of niet gebruikelijk.
In de Anglicaanse kerk is het diakenschap een wijding, vergelijkbaar met het katholicisme, en meestal een voorbereidende wijding op het priesterschap.

### Diaconie
De diaconie is in de Nederlandse protestantse Kerken de rechtspersoon die wordt bestuurd door het college van diakenen in een plaatselijke kerkelijke gemeente.

## Mormoonse diaken
In de Kerk van Jezus Christus van de Heiligen der Laatste Dagen ontvangen 12-jarige jongens het lagere of Aäronische priesterschap waarbij ze worden geordend tot diaken.

### Organisatie van diakenen in quorums
De mormoonse diakenen zijn georganiseerd in quorums van twaalf of minder leden, met een quorumpresident en twee raadgevers als presidium en een secretaris om hen te ondersteunen. De bisschop stelt een volwassen adviseur aan om les en instructie te geven en te helpen bij het trainen van de quorumleden om het voorbeeld van Jezus Christus na te volgen in woord en daad. Ook helpt hij hen zich voor te bereiden op het ontvangen van het hogere- of Melchizedekse priesterschap en op hun zending.